# محمد ولد الكرد
محمد ولد الكرد ولد في 2 أوت سنة 1885 بمدينة عنابة بنهج الفداء في قلب المدينة القديمة، واسمه الحقيقي محمد بن عمارة تعود أصوله الأسر الأندلسية التي توافدت على مدينة عنابة في فترة القرن 16 م. اليتم صغيرا ثم دخل الكتّاب لتعلم القرآن الكريم في مسجد أبي مروان البوني فحفظ القرآن وتعلم شيئا من اللغة والكتابة. وحوالي سنة 1914 سافر الكرد نحو تركيا ثم سوريا بعد قانون التجنيد الإجباري وهناك تعلم الموسيقى المشرقية كالوصلات، الموشحات، المعزوفات، المقامات العربية ومطولات الشعراء كقصائد أبي فراس الهمداني، أبو العلاء المعري، البوصيري، محمود سامي البارودي والشاعر أحمد شوقي. كما تأثر شيخ ولد الكرد بمحمد عبد الوهاب.

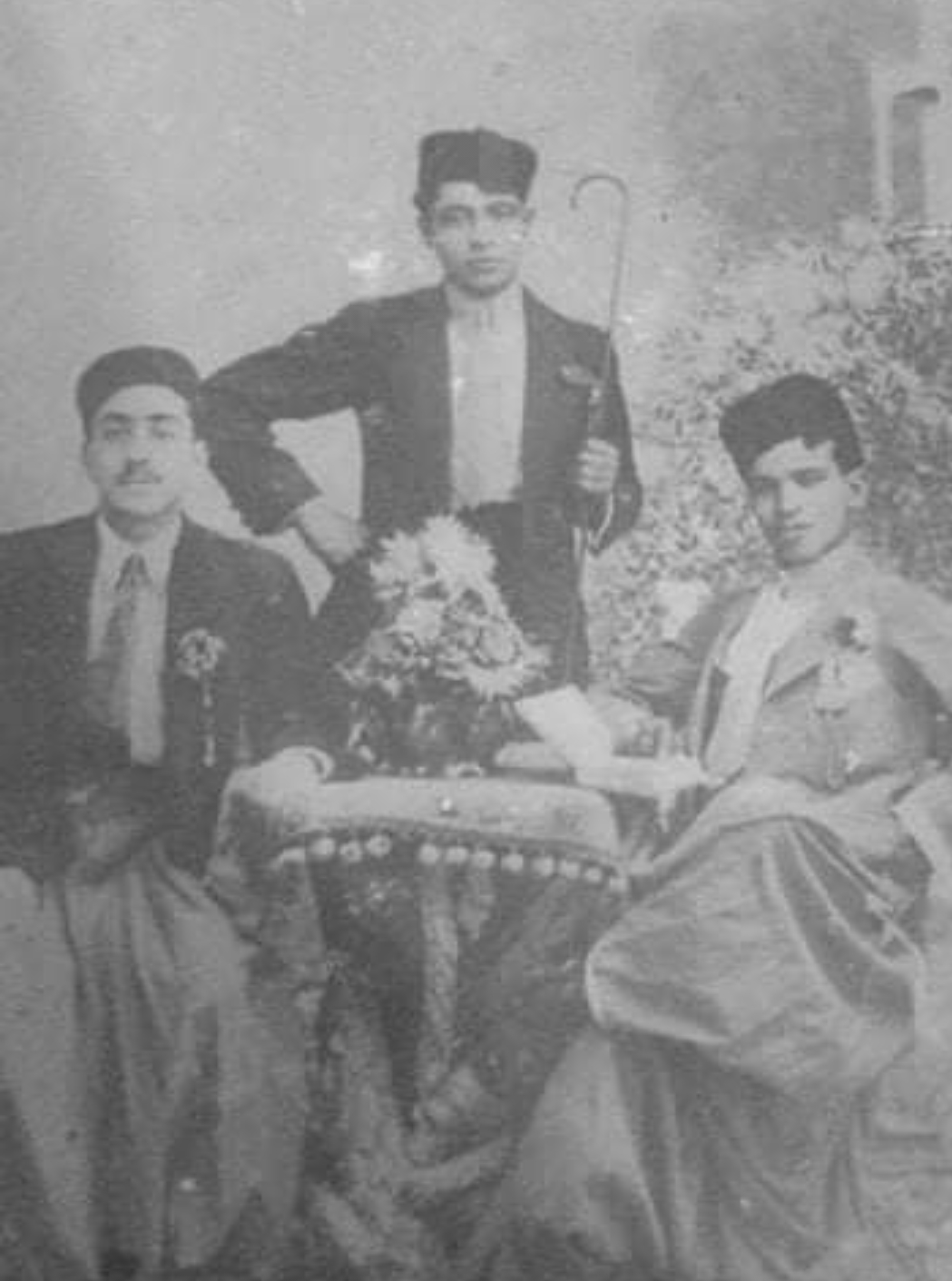

## مسيرته
في 1925، عاد ولد الكرد إلى الجزائر والى مدينته الام عنابة، وعمل على تأسيس جوقه الخاص، مع بعض أصدقائه، من بينهم عبد العزيز ميمون على الإيقاع، وسيفي حسن، الملقب بالشيخ سفان، على آلة الكمان، ومشيشي محمد على آلة العـود، وسي محمد بن دندان على آلة الطار«. وأردف» غير أنَّ هذا الجوق لم يكن قارًا، فكثيرا ما كان يدخل عليه بعض التغييرات، ومنهم على آلة الكمان سي محمد بن مكروهة، وريمون برامينو، وعلى آلة العود إبراهيم سطمبولي عجيب، وسي الصادق الأرقش، وعلى آلة النفخ قارها بيشي، ومحمد بناني، وعبد الحميد خمار، وعلى آلة الطار سمار نور الدين، وبوشمال.
يذكر أنَّ ولد الكرد سجّل 75 أسطوانة، 10 منها في عام 1934، وعشرة مثلها عام 1937 فضلاً عن 21 في عام 1938، واختتم مرحلة أعماله الأولى في 1939، بتسجيل 8 اسطوانات. منها تلك التي سجلها محمد الكرد سنة 1934م لدى شركة «بيضافون» بباريس 10 أعمال فنية منها «رقص اسباني» «عيون الحبارى» «فارقوني» «حرمت بك نعاسي». أما تلك التي سجلها عام 1938، 21 أسطوانة 78 لفة منها «صالح باي» «يا بنات البهجة» «من نهوى روحي وراحتي». وفي نفس السنة سجل 8 أسطوانات 78 لفة من بينها «ظالمة» «من فراق غزالي» وعام 1939م سجل ثمانية اسطوانات و 6 أغاني منها «بالله يا حمامي»، وفي هذه الأثناء تعرف على الفنان محمد عبد الوهاب والحاج محمد العنقا وبعدها الشيخ حمادة الذي أصبح صديقا حميما له لمدة طويلة.

## أعماله
الشيخ محمد الكرد هو أول فنان يسجل المعلوف في تسجيل2. تم تجميع أعماله في ما يقرب من خمسين عملاً. سجل أول سلسلة له من تسجيلات 78 دورة في الدقيقة في عام 1934 في Beïdaphone في باريس. يحتوي هذا التسجيل على كلاسيكيات الموسيقى العربية الأندلسية الجزائرية: من فراغ غزالي، صلاح باي، حرام بك النواسي، فرقوني وعينين اللهبارة.
يتميز الفنان ببساطة تفسيره: الصوت واضح، والجوقة معدومة، والآلات الموسيقية قليلة العدد، والقصائد قصيرة. كما قام أيضًا بدمج المقامات الشرقية في الذخيرة الكلاسيكية. يتم تفسير اختيار الأغاني القصيرة أو بالأحرى تقليل القصائد الطويلة من خلال مدة وسيلة التسجيل في ذلك الوقت.
أثناء إقامته في تونس، كان يقيم الحفلات أحيانًا. وقد كان موضع تقدير كبير أن أحد تفسيراتها: رجل فراج غزالي هو جزء من التراث الشعبي التونسي. وقد استوحى العديد من المطربين والموسيقيين العنابيين من مجموعته الموسيقية، وأبرزهم حسن العنابي والعياشي ديب وحمدي بناني. وتحاول جمعية الكردية الموسيقية تخليد ذكراه وتكريمها.

## وفاته

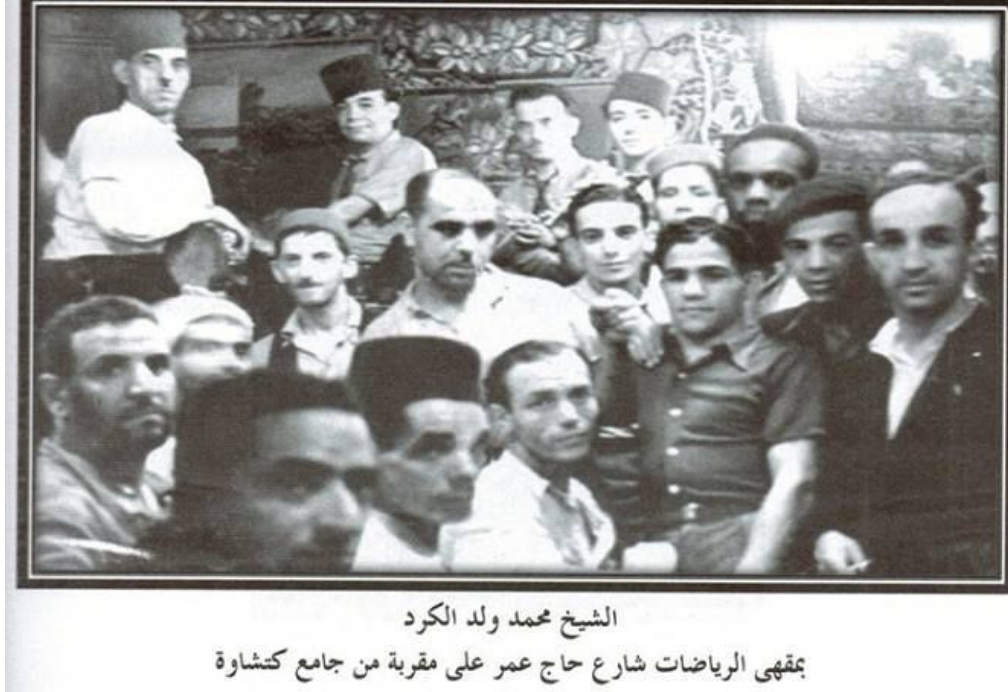

توفي ولد الكرد في 19 تشرين الأول/أكتوبر 1951، بعد صراع مع المرض، ودفن بمقبرة زغوان بعنابة. وميّزت قوة الأداء والصوت الشيخ ولد الكرد، الذي أخذ، منذ طفولته، على متابعة الحفلات والأعراس التي كانت تقام وقتها في أحياء المدينة، والتي كانت تحيها فرق «القادرية» و«العيساوية» وكثيرا ماكان محمد ولد الكرد يرافق والده أثناء هذه الحفلات إذ كان نقارا معهم على آلة الدف والطار.